# Peter Raffalt

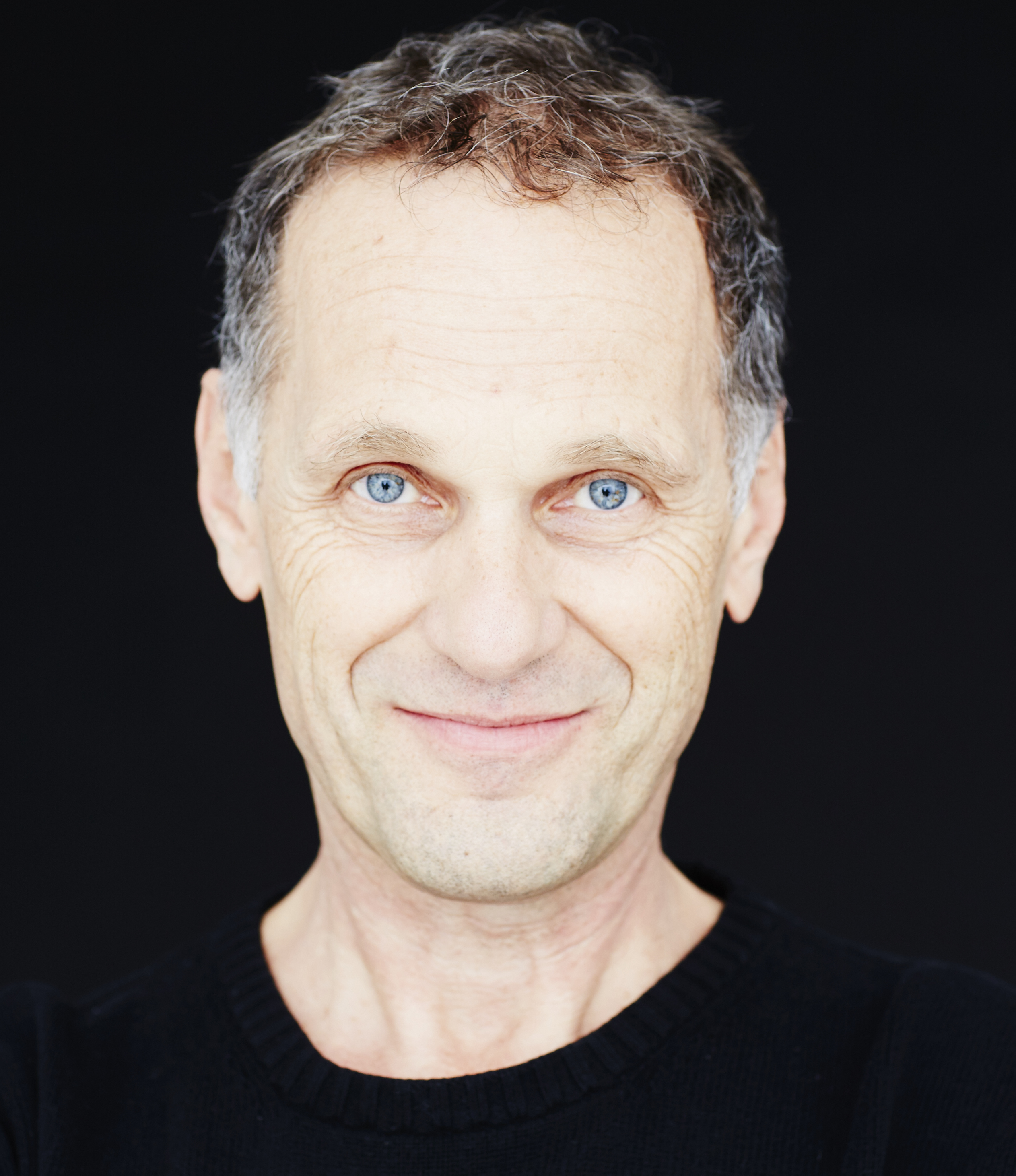
Peter Raffalt

Peter Raffalt (* 1957 in Villach) ist ein österreichischer Schauspieler, Theaterregisseur, Sprecher, Autor und systemischer Coach. Er ist künstlerischer Leiter der Sommerfestspiele in Wangen im Allgäu. 2009 gründete er gemeinsam mit Annette Raffalt die Junge Burg des Wiener Burgtheaters und leitete sie bis 2016.
Neben einer Vielzahl von Fernseh- und Kinofilmen spielte Raffalt an renommierten Theatern in Deutschland, Österreich und der Schweiz mit. Seine Regiearbeiten waren u. a. am Schauspielhaus Zürich, Schauspielhaus Salzburg, an den Wuppertaler Bühnen und am Burgtheater Wien zu sehen. Als Autor beschäftigt er sich mit Theatertexten, Kinderbüchern und Kurzprosa. Peter Raffalt ist außerdem Sprecher für Hörspiele, Synchronisationen und Werbung. Er absolvierte ein 4-jähriges Studium für Coaching, Organisations- und Personalentwicklung an der Sigmund Freud Universität in Wien und schloss es mit dem Master of Science (MSc) ab.

## Biographie
Nach seiner Schauspielausbildung in Stuttgart folgten Engagements in Stuttgart und Trier sowie eine Dozentur für Schauspiel an der Schauspielschule. In der Spielzeit 2000/01 wurde Peter Raffalt als Ensemblemitglied an das Schauspielhaus Bochum engagiert. Parallel wirkte Raffalt in Fernseh- und Kinofilmen mit. In der Spielzeit 2005/06 wechselte er dann als Schauspieler, Regisseur und Dozent ans Schauspielhaus Zürich. Er blieb aber auch weiterhin in der Film- und Fernsehbranche tätig und war als Sprecher bei der SBS Schweizerischen Bibliothek für Blinde, Seh- und Lesebehinderte in Zürich sowie als Sportnachrichtensprecher beim Schweizer Fernsehen beschäftigt.
Von 2009 bis 2016 leitete er gemeinsam mit seiner Frau die Junge Burg am Burgtheater Wien und war dort sowie am Schauspielhaus Salzburg und bei den Wuppertaler Bühnen mit seinen Regiearbeiten vertreten. Als Filmschauspieler arbeitete er in den letzten Jahren mit den Regisseuren Daniel Prochaska, Rupert Henning und Karl Markovics zusammen und war in verschiedenen Krimiserien und Spielfilmen zu sehen.
Peter Raffalt lebt in Wien.

## Filmografie (Auswahl)
- 2024: Die Fälle der Gerti B.; Regie: Sascha Bigler
- 2022: Irgendwann; Regie: Bernhard Speer
- 2023: Paradies; Regie: Florentin Rys
- 2020: Landkrimi – Waidmannsdank; Regie: Daniel Prochaska
- 2020: Tatort: Krank; Regie: Rupert Henning
- 2020: Die Getriebenen; Regie: Stefan Wagner
- 2019: Labyrinth; Regie: Benno M. Hanke
- 2018: SOKO Donau – Quantensprung; Regie: Filipos Tsitos
- 2016: Heldenzeitreise; Regie: Wolfram Paulus
- 2015: Meine Frau, eine Fremde; Regie: Lars Becker
- 2015: Landkrimi – Kreuz des Südens; Regie: Barbara Eder
- 2014: Die Kraft, die Du mir gibst; Regie: Zoltan Spirandelli
- 2013: Tatort: Unvergessen; Regie: Sascha Bigler
- 2013: Karl der Große; Regie: Gabriele Wengler
- 2012: SOKO Donau – Zimmer 312; Regie: Holger Barthel
- 2012: Die Rosenheim-Cops; Regie: Walter Bannert
- 2011: Atmen; Regie Karl Markovics
- 2011: Meine Schwester; Regie: Sascha Biegler
- 2011: Tatort: Vergeltung; Regie: Wolfgang Murnberger
- 2011: SOKO Kitzbühel; Regie: Mike Zens
- 2008: Lutter – Toter Bruder; Regie: Thorsten Wacker
- 2007: R. I. S. – Die Sprache der Toten; Regie: Sebastian Vigg
- 2007: SOKO Köln – Die stumme Zeugin; Regie: Daniel Helfer
- 2006: Der Mann im Strom; Regie: Niki Stein
- 2006: Alarm für Cobra 11; Regie: Axel Sand
- 2005: Speer und Er; Regie: Heinrich Breloer
- 2004: Tatort: Nicht jugendfrei; Regie: Thomas Jauch
- 2003: Gott ist tot; Regie: Kadir Sözem
- 2001: Um Himmels Willen, Folge 22

## Theaterregie (Auswahl)
- 2021: Die Niere von Stefan Vögel
- 2021: An der Arche um acht von Ulrich Hub
- 2019: Der Menschenfeind von Moliere
- 2019: Der zerbrochne Krug von Heinrich von Kleist
- 2019: All das Schöne von Duncan Macmillen
- 2019: Der Zauberer von Oz von Frank L. Baum
- 2018: Die Physiker von Friedrich Dürrenmatt; Schauspielhaus Salzburg
- 2018: Volpone nach Ben Jonson; Festspiele Wangen/Überlingen
- 2018: Heute Abend: Lola Blau von Georg Kreisler; Festspiele Wangen/Überlingen
- 2018: Aladdin und die Wunderlampe aus Tausendundeiner Nacht
- 2017: Jägerstätter von Felix Mitterer; Schauspielhaus Salzburg
- 2017: Viel Lärm um nichts von William Shakespeare; Festspiele Wangen
- 2017: Der Kontrabass von Patrick Süskind; Festspiele Wangen
- 2017: Biedermann und die Brandstifter von Max Frisch; Schauspielhaus Salzburg
- 2016: Der Zauberer von Oz von Frank L. Baum; Wuppertaler Bühnen
- 2016: Peter Pan von James Barrie; Next Liberty, Graz
- 2015: Peter Pan von James Barrie; Wuppertaler Bühnen
- 2015: Gimme Shelter – ein Flüchtlingsprojekt in Kooperation mit dem UNHCR; Kasino am Schwarzenbergplatz, Burgtheater Wien
- 2014: Mendy – das Wusical von Helge Schneider; Vestibül, Burgtheater Wien
- 2014: Der Kick von Andres Veiel; Vestibül, Burgtheater Wien
- 2013: Yellow Moon von David Greig; Vestibül, Burgtheater Wien
- 2013: Zur schönen Aussicht von Ödön von Horváth; Schauspielhaus Salzburg
- 2011: tricky love/tristan & isolde nach Gottfried von Strassburg; Vestibül, Burgtheater Wien; Aufgezeichnet vom ORF III
- 2010: Bonnie & Clyde von Thomas Richhardt; Vestibül, Burgtheater Wien, (aufgezeichnet vom ORF III)
- 2010: Parzival/Short Cut nach Wolfram von Eschenbach; Vestibül, Burgtheater Wien; (aufgezeichnet vom ORF III)
- 2009: Krankheit der Jugend von Ferdinand Bruckner; Vestibül, Burgtheater Wien
- 2008: Geheime Freunde von Alan Ayckbourn; Theater der Jugend, Wien
- 2008: Die Verwirrungen des Zöglings Törless von Robert Musil; Junges Schauspielhaus Zürich; Einladung zum Theaterfestival Salzburg
- 2007: Familiengeschichten Belgrad von Biljana Srbljanovic; Einladung zu den Jugendtheatertagen Bern
- 2007: Bikini von Tina Müller; Junges Schauspielhaus Zürich
- 2007: Der weiße Dampfer von Tschingis Aitmatow; Junges Schauspielhaus Zürich

## Sprecher (Auswahl)
- 28 Hör-CDs bei SBS Zürich (Schweizerische Bibliothek für Blinde, Seh- und Lesebehinderte)
- Hör-CD „Die verzauberten Brüder“, „Die Geschichte vom hölzernen Mann“
- Sportnachrichtensprecher beim Schweizer Fernsehen

## Theaterrollen (Auswahl)
- Marquis Posa – Don Carlos von Friedrich Schiller
- Brik – Katze auf dem heißen Blechdach von Tennessee Williams
- Graf Orsino – Was ihr wollt von William Shakespeare
- Major Tellheim – Minna von Barnhelm von Gotthold Ephraim Lessing
- Kontrabassist – Der Kontrabass von Patrick Süskind
- Mortimer – Arsen und Spitzenhäubchen von Joseph Kesselring
- Narbonne – Der Parasit von Friedrich Schiller
- Der Andere – Draußen vor der Tür von Wolfgang Borchert
- Dunois – Die heilige Johanna von G. B. Shaw